# Conophymopsis
Conophymopsis is een geslacht van rechtvleugeligen uit de familie Dericorythidae. De wetenschappelijke naam van dit geslacht is voor het eerst geldig gepubliceerd in 1983 door Huang.

## Soorten
Het geslacht Conophymopsis omvat de volgende soorten:
- Conophymopsis labrispinus Huang, 1983
- Conophymopsis linguspinus Huang, 1983